# DLC
DLC, en forkortelse for "Downloadable Content" (downloadbart indhold), er ekstra digitalt indhold, der kan tilføjes til et computerspil efter dets udgivelse. DLC udgør ofte en væsentlig del af moderne spiløkonomi og kan indeholde alt fra nye niveauer og figurer til kosmetiske genstande og historiebaserede udvidelser. Det er en metode, som spiludgivere bruger til at forøge et spils levetid og engagere spillere over en længere periode.

## Typer af DLC
DLC kan kategoriseres i flere typer:
- Indholdsudvidelser: Disse tilføjer nye missioner, kampagner, eller historielinjer til spillet. Eksempler inkluderer "The Witcher 3: Blood and Wine" og "Borderlands 2: Tiny Tina's Assault on Dragon Keep".
- Kosmetisk indhold: Dette inkluderer genstande som tøj, skins, våben-designs og andre visuelle opgraderinger, der ikke påvirker gameplay.
- Mikrotransaktioner: Småkøb af genstande, valuta eller ressourcer, der kan hjælpe spilleren i spillet.
- Sæsonkort: En form for DLC-pakke, hvor spillere betaler på forhånd for at få adgang til en række kommende opdateringer eller udvidelser.
- Gratis DLC: Nogle udviklere udgiver gratis indhold for at belønne spillere eller tiltrække nye brugere. Eksempler inkluderer nye baner eller figurer, der lanceres uden ekstra omkostninger.

| computerspil | Spire Denne computerspilsrelaterede artikel er en spire som bør udbygges. Du er velkommen til at hjælpe Wikipedia ved at udvide den. |